# Oliver Ussing
Oliver Ussing (født 5. april 1970 i København) er en dansk manuskriptforfatter og filminstruktør. Han spillefilmsdebuterede i 2003 med filmen Regel nr. 1 med bl.a. Susanne Juhasz, Mira Wanting og Nicolas Bro. Filmen fik tre Robert nomineringer.
Min bedste fjende, Ussings filmatisering af Thorstein Thomsens roman Nørdernes forvandling, fik premiere i 2010.

## Filmografi

### Spillefilm
- Min bedste fjende (2010)
- Regel nr. 1 (2003)

### Serier
- Elvira
- Oda Omvendt

### Kortfilm
- Frygten (2005)
- Noget blåt noget lånt (2002)